# St. Thomas (Prag)

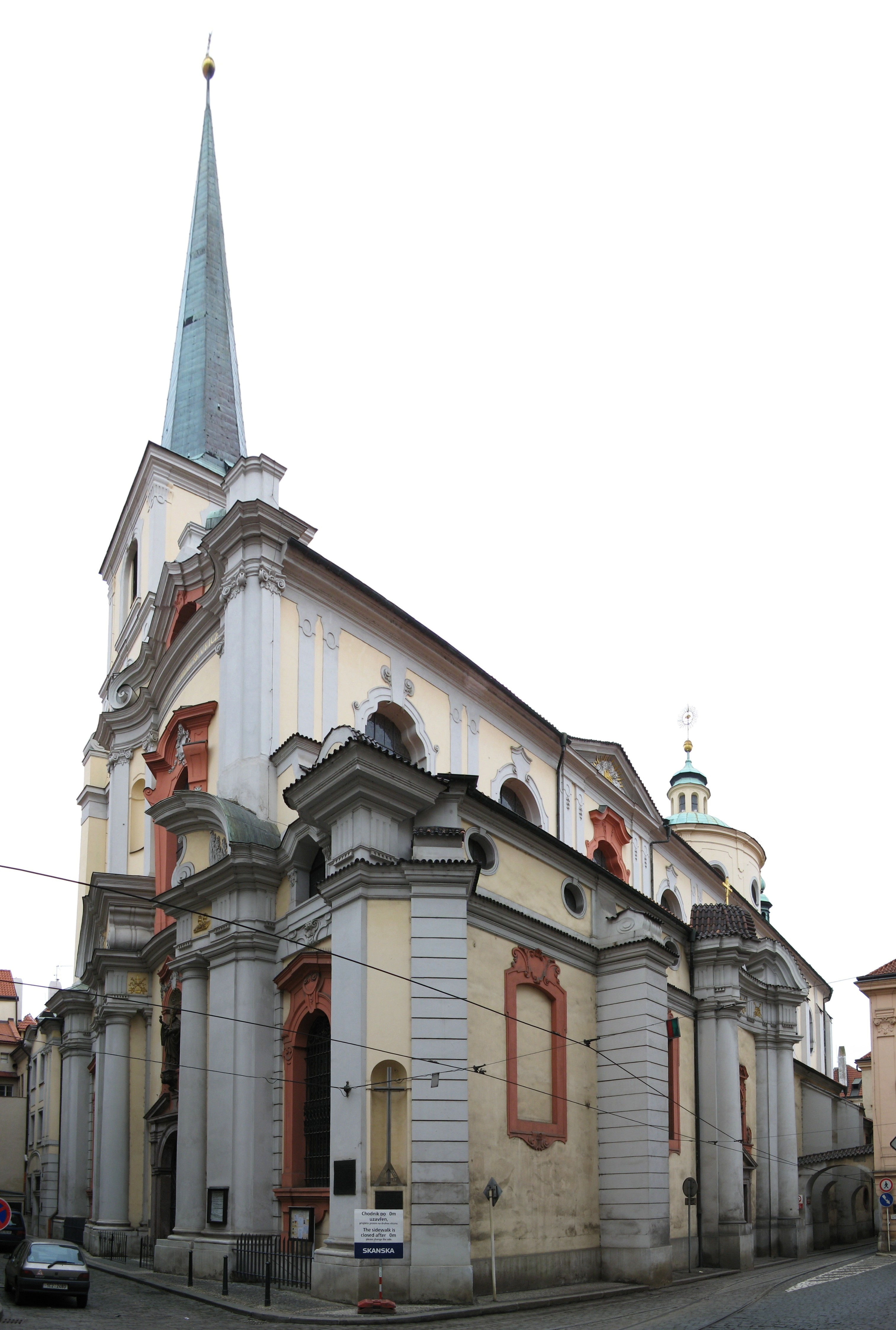
St. Thomas

Die Kirche St. Thomas (kostel svatého Tomáše) ist die Stiftskirche des ehemaligen Augustinerklosters auf der Prager Kleinseite. Das gesamte Areal ist als Kulturdenkmal eingetragen.

## Baugeschichte
Die Kirche steht an der Stelle der ursprünglich kleineren romanischen St.-Thomas-Kirche und St.-Dorothea-Kapelle, deren Reste im Chorbereich erhalten sind. 1285 wurden von König Wenzel II. zum Gedenken an seinen Vater Přemysl Otakar II. eine Kirche gestiftet und Augustiner-Eremiten angesiedelt. Anschließend entstand in zwei Bauabschnitten eine dreischiffige gotische Basilika, deren langgestreckter Chor 1316 geweiht wurde. Fertiggestellt war die Kirche erst nach dem Tod des Kaisers Karl IV. im Jahr 1379. In den Hussitenkriegen wurde das Kloster teilweise zerstört.

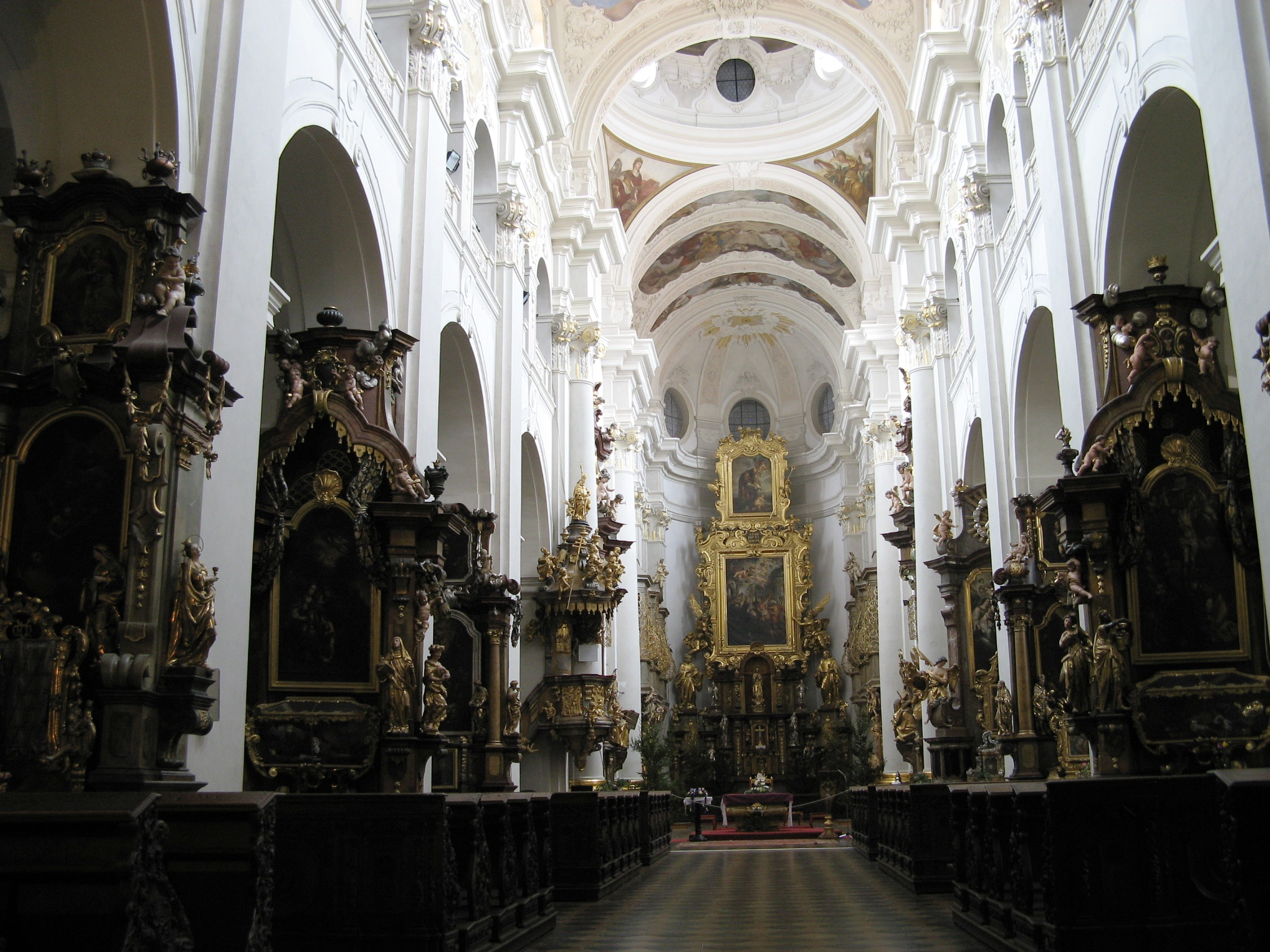
Interieur

In der Mitte des 15. Jahrhunderts wurde die Sakristei mit Kreuzrippengewölbe und Mittelsäule sowie Vorraum hinzugefügt. Die marmornen Renaissanceportale stehen im Zusammenhang mit einer Erneuerung um 1600. Unter Rudolf II. wurde die Thomas-Kirche zur Hofkirche erhoben. Der Kirchenschmuck stammt von herausragenden Meistern der Zeit. Bartholomäus Spranger malte das Altarbild des hl. Sebastian im Presbyterium. Im Jahr 1637 erwarb das Kloster von Peter Paul Rubens zwei Bilder der Heiligen Thomas und Augustinus für den Hochaltar. Die Originale befinden sich heute in der Nationalgalerie. 1727–1731 wurde die Kirche von Kilian Ignaz Dientzenhofer barock umgestaltet, der wohl auch die Vorlage für den Hochaltar lieferte. Von den Meistern des böhmischen Barock beteiligten sich Karel Škréta, Wenzel Lorenz Reiner (Deckenfresken), Franz Xaver Karl Palko und Ferdinand Maximilian Brokoff am Umbau.

## Augustinerkloster

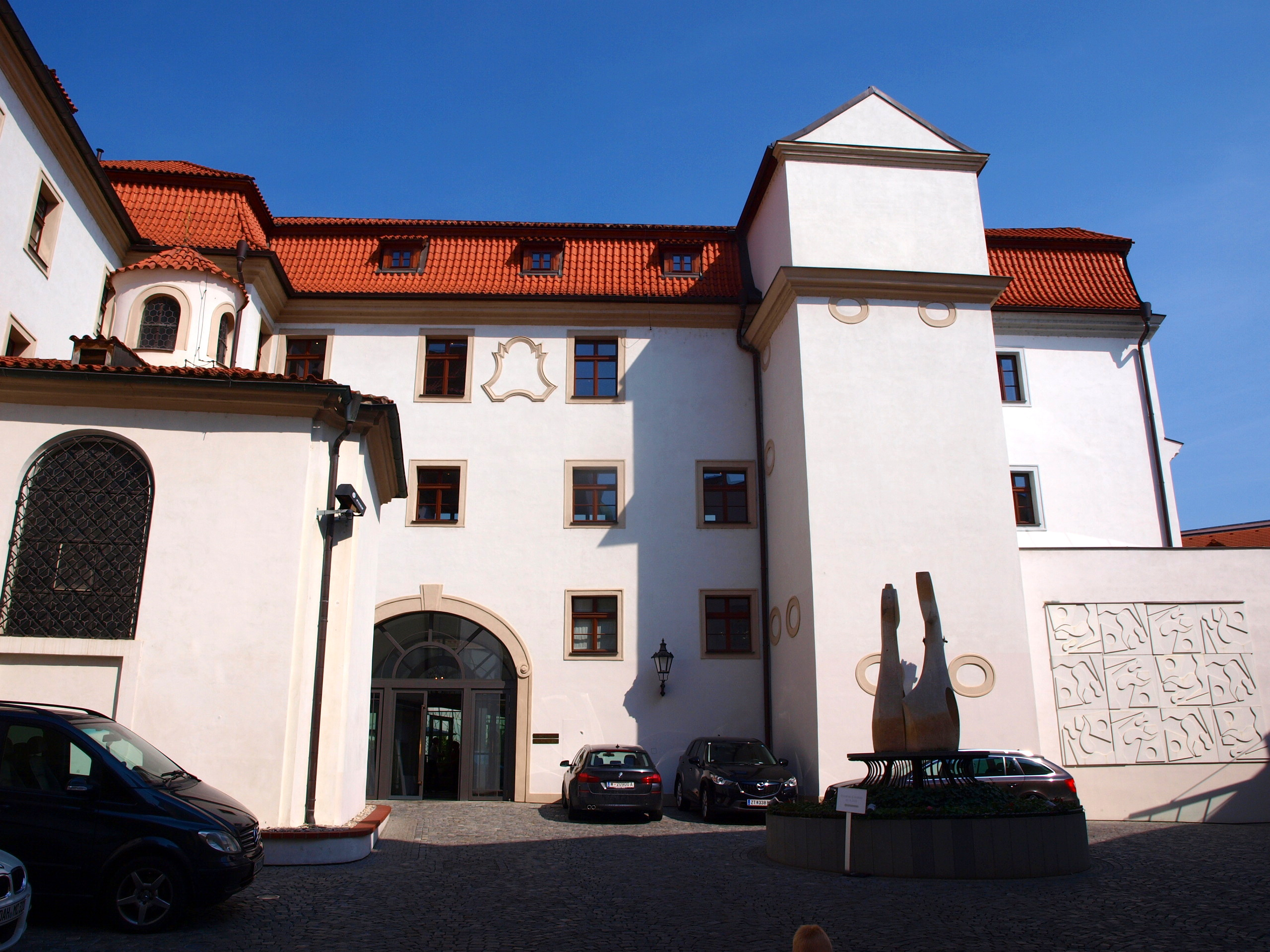
Klosterhof

Die Klostergebäude wurden mehrfach umgebaut. Ihr heutiges Aussehen erhielten sie nach einem Umbau im 17. Jahrhundert. Die gotische St.-Barbara-Kapelle besitzt ein Renaissanceportal aus dem Jahr 1596. Ihr Altarblatt von Joseph Heintz d. Ä. aus der Zeit um 1600 zeigt die Heilige Familie mit Engeln sowie die Heiligen Barbara und Katharina. Das Kloster dient heute als Altersheim.
Die 1358 gegründete Thomasbrauerei/Pivovar u sv. Tomáše bestand bis 2005, ehe 2009 das Hotel The Augustine eröffnete und der historische Thomaskeller als Hotelbar umgebaut wurde.